# Ґурашка
Ґурашка (пол. Góraszka) — село в Польщі, у гміні Вйонзовна Отвоцького повіту Мазовецького воєводства.
Населення — 477 осіб (2011).
У 1975—1998 роках село належало до Варшавського воєводства.
В 1996—2010 роках, на аеродромі поблизу села, відбувадлся авіашоу Міжнародний авіаційний пікнік «Ґурашка».

## Демографія
Демографічна структура станом на 31 березня 2011 року:
|          | Загалом | Допрацездатний вік | Працездатний вік | Постпрацездатний вік |
| -------- | ------- | ------------------ | ---------------- | -------------------- |
| Чоловіки | 243     | 71                 | 153              | 19                   |
| Жінки    | 234     | 42                 | 151              | 41                   |
| Разом    | 477     | 113                | 304              | 60                   |